# 坂戸バイパス (埼玉県)

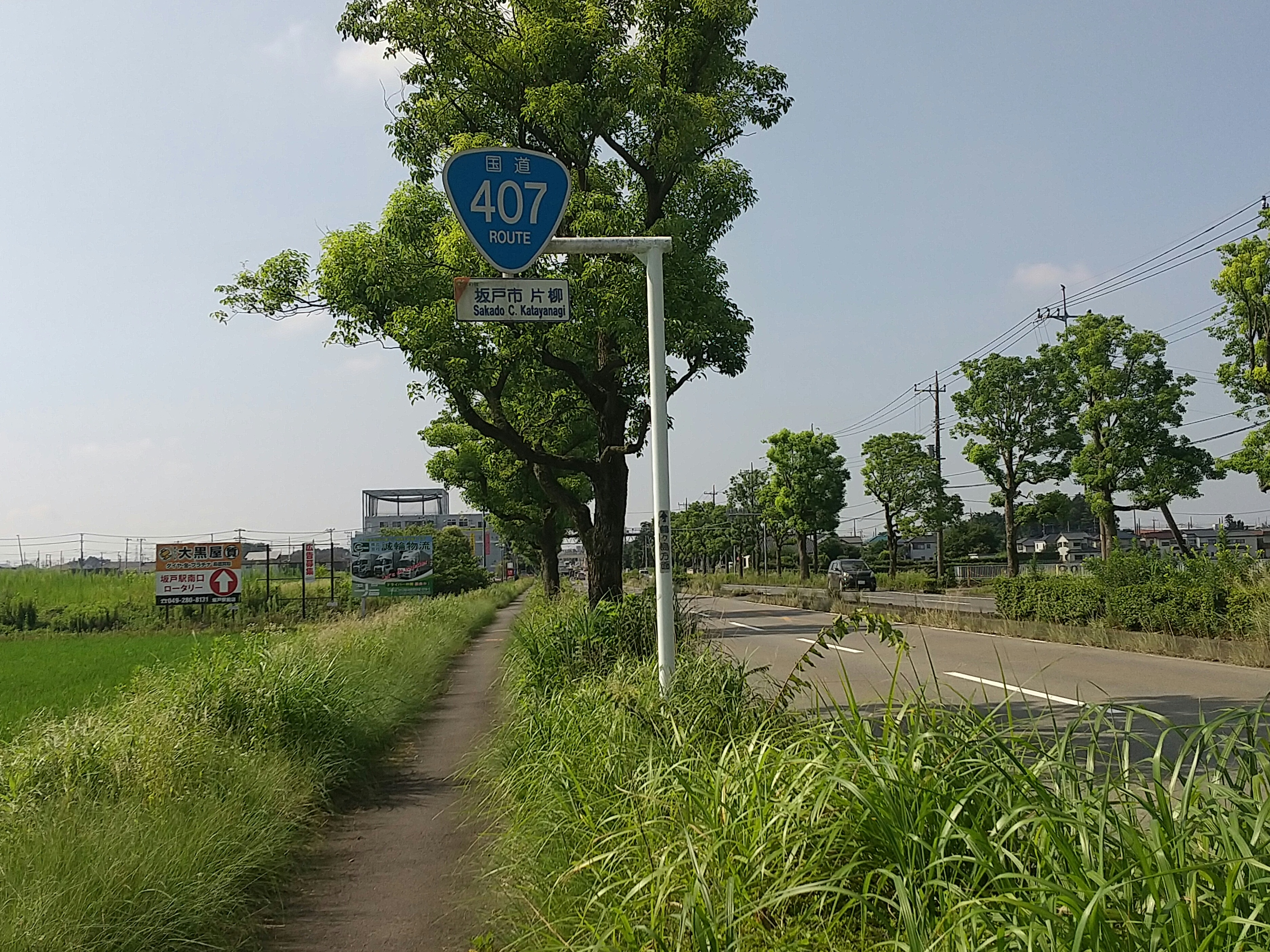
坂戸市片柳付近

坂戸バイパス（さかどバイパス）は、国道407号の埼玉県坂戸市片柳から鶴ヶ島市高倉までの区間通称である。区間全体にわたって、片側2車線で整備されている。坂戸市・鶴ヶ島市を縦断する基幹路線となっている。

## 概要
この区間は、埼玉県道熊谷入間線のバイパス道路として建設された際に、坂戸バイパスという名称となった。また、関越自動車道鶴ヶ島ICへのアクセス道路としての機能もあり、1978年に開通した。
その後、1982年に熊谷入間線が国道407号の一部として再編成された際、旧道は国道指定されなかった。このため、このバイパス道路自体が国道の本線となった。VICSにおいては、同区間は坂戸バイパスと表記されている。

## 交差する道路
| 交差する道路                             | 交差点名         | 最高速度 (km/h) | 車線数 (共用/計画) | 所在地 |
| ---------------------------------------- | ---------------- | --------------- | ------------------ | ------ |
| 国道407号 (東松山バイパス) 熊谷方面      |                  |                 |                    |        |
| 埼玉県道256号片柳川越線                  | 高坂橋           | 法定速度        | 4/4                | 坂戸市 |
| 埼玉県道74号日高川島線                   | 片柳             | 法定速度        | 4/4                | 坂戸市 |
| 埼玉県道269号上伊草坂戸線                | 坂戸ろう学園前   | 法定速度        | 4/4                | 坂戸市 |
| 埼玉県道39号川越坂戸毛呂山線             | 八幡             | 法定速度        | 4/4                | 坂戸市 |
| 坂戸市道（旧埼玉県道39号）               | ※立体交差        | 法定速度        | 4/4                | 坂戸市 |
| E17関越自動車道                          | 鶴ヶ島IC         | 法定速度        | 4/4                | 坂戸市 |
| 埼玉県道114号川越越生線                  | 鶴ヶ島市役所入口 | 法定速度        | 4/4                | 坂戸市 |
| 国道407号（鶴ヶ島日高バイパス） 入間方面 |                  |                 |                    |        |

## 沿線の主な施設
- 埼玉県立坂戸高等学校
- 坂戸消防署
- 坂戸市役所
- 山村国際高等学校
- 西入間警察署
- 坂戸駅
- 鶴ヶ島市役所
- 鶴ヶ島消防署

## 接続するバイパスの位置関係
（足利方面）東松山バイパス - 坂戸バイパス - 鶴ヶ島日高バイパス（入間方面）

## ギャラリー

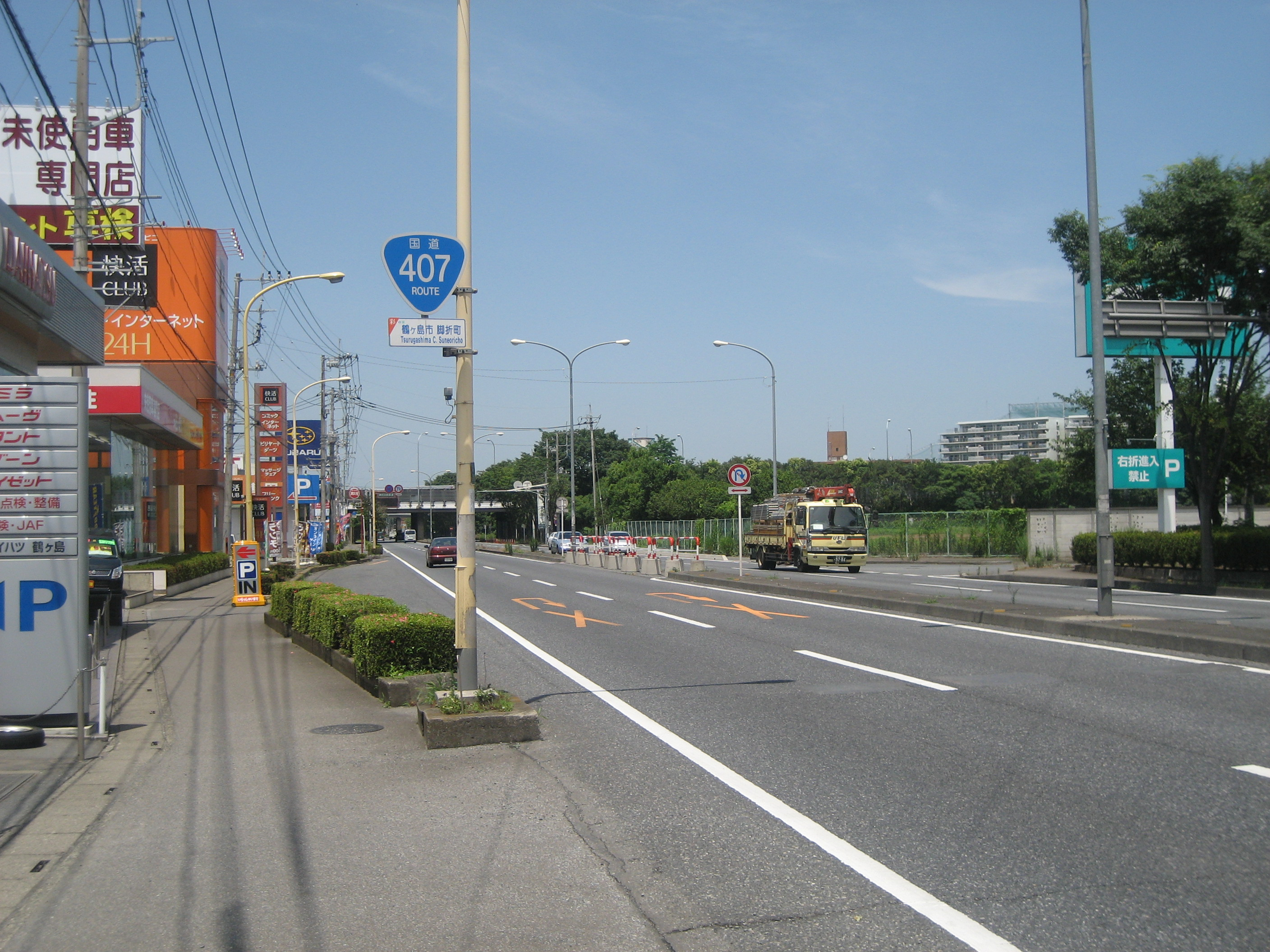
鶴ヶ島市脚折町付近
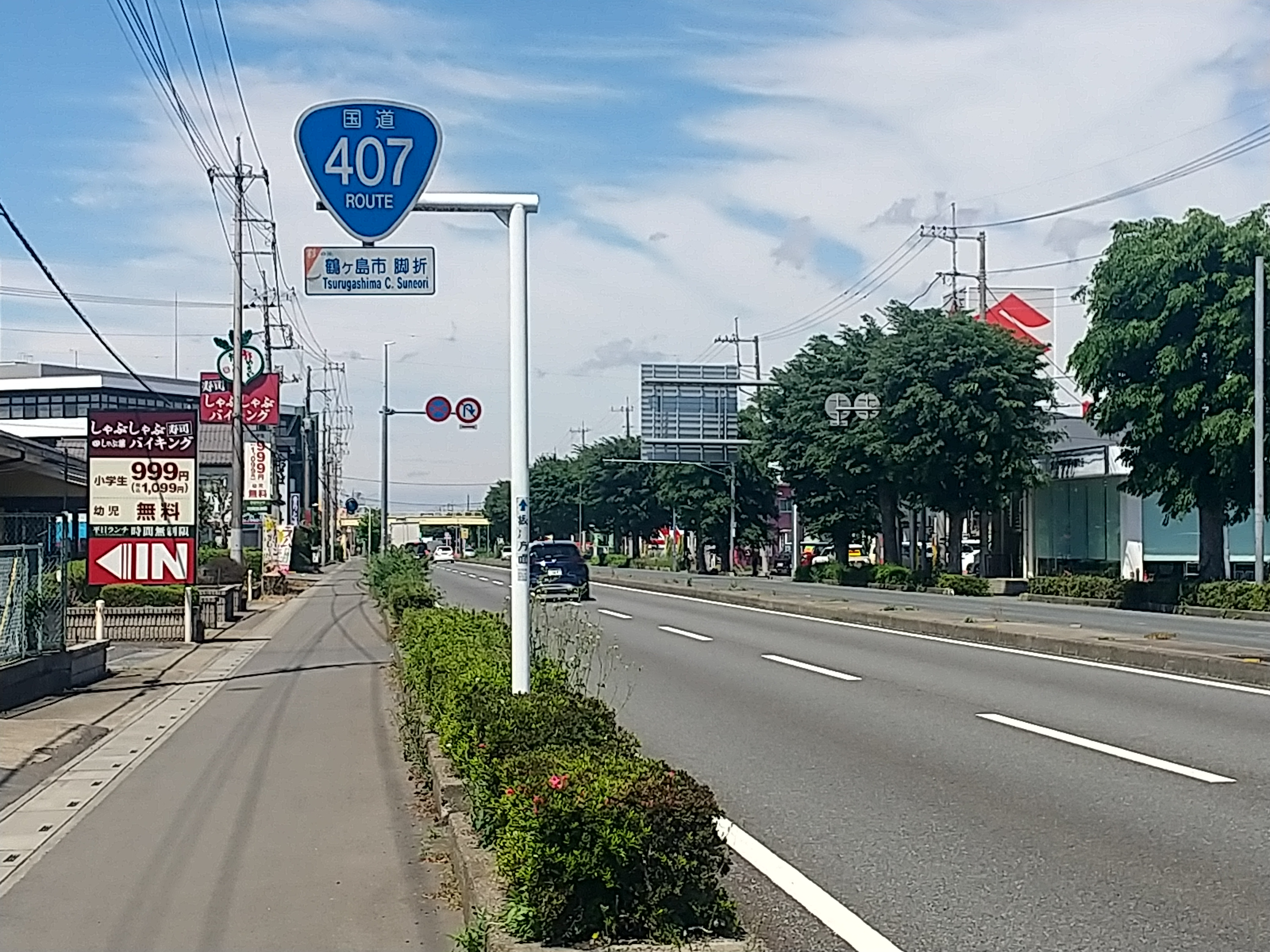
鶴ヶ島市脚折付近